# Tom Segers
Tom Segers is een personage uit de Vlaamse politieserie Zone Stad en wordt gespeeld door Guy Van Sande. Tom is, samen met Dani Wauters, het enige personage dat sinds de eerste aflevering onafgebroken te zien is. Meteen na afloop van het achtste seizoen werd bekendgemaakt dat hij op vraag van de zender niet meer terugkeert in een eventueel vervolg van de serie.

## Seizoen 1
In de eerste aflevering zijn Tom Segers en zijn partner Rob Biesemans een drugsbende op het spoor. Wanneer ze de kans krijgen om de dealers op heterdaad te betrappen, wachten ze niet op versterking en vallen ze het pand binnen. Er ontstaat een vuurgevecht en Rob krijgt een kogel in de borst, waarna hij sterft. Een zware klap voor Tom, maar hij wordt al meteen weer op pad gestuurd met zijn nieuwe partner Dani. Door Toms' koppigheid verloopt de samenwerking helemaal niet vlot. Na verloop van tijd lijkt het beter te werken tussen hen en blijken ze zelfs naar elkaar toe te groeien.

## Seizoen 2
Tom en Dani bevinden zich is een vicieuze cirkel van aantrekken en afstoten. Iets concreets laat echter nog steeds op zich wachten.

## Seizoen 3
Tom en Dani lijken een avontuurtje te beleven, maar eigenlijk hebben ze elk afzonderlijk een one night stand.
Als Gwennie plots vermoord wordt, is Tom hoofdverdachte. Hij was immers de laatste persoon die haar gezien had, bovendien verlieten ze samen een feestje. Tom wordt voorlopig gedwongen tot bureauwerk. Uiteindelijk wordt duidelijk dat hij niets met de zaak te maken heeft en mag hij weer het veld op.
Wanneer commissaris Jacobs geschorst wordt, wordt Tom tegen zijn zin benoemd tot tijdelijk commissaris. Uiteindelijk krijgt hij zijn oude plekje als hoofdinspecteur terug.

## Seizoen 4
Tom kan zijn oren niet geloven wanneer blijkt dat zijn politiepartner Dani achter zijn rug heeft deelgenomen aan het examen voor commissaris. Ze is met glans geslaagd en dus krijgt Tom een nieuwe partner, Fien Bosvoorde. Hij is niet te spreken over zijn nieuwe partner, die volgens hem een 'groentje' is en haar job te danken heeft aan het feit dat ze uit een adellijke familie komt. Na verloop van tijd verloopt de verstandhouding beter.
Tom beleeft een avontuurtje met wetsdokter Kathy Vanparys. Tom voelt zich hier in eerste instantie niet erg gemakkelijk bij, maar Kathy's echtgenoot Lucas lijkt er niet echt een probleem mee te hebben.
Wanneer Toms moeder in het ziekenhuis belandt, beleeft hij enkele bange momenten. Uiteindelijk loopt alles goed af. Ze herstelt snel, maar is van mening dat ze niet meer voor zichzelf kan zorgen. Tom stelt haar voor om in een rusthuis te gaan wonen, maar daar wil ze niets van weten. Haar idee, of beter gezegd, bevel, is dat ze bij hem komt wonen.

## Seizoen 5
Tot grote spijt van Dani komen Tom en Kathy na vertrek van Lucas voor studie naar het buitenland weer dichter bij elkaar. Dit maakt Dani erg jaloers. Als Lucas terugkomt, vertelt Kathy aan Lucas al wat er is gebeurd tussen haar en Tom. Daar is Lucas erg kwaad om en hij reageert erg fel op Tom. Hij zorgt ervoor dat Kathy haar kinderen niet meer kan zien. Ook vechten Tom en Lucas met elkaar.
Na een poosje is Lucas gaan beseffen dat Kathy voor Tom heeft gekozen en dat de kinderen haar erg missen. Hij tekent alle papieren voor een echtscheiding. Nadat Kathy dat heeft verteld aan Tom, vraagt zij of hij met haar zou willen trouwen. Tom zegt daar ja op en ze zijn erg trots.
De dag voor en van het huwelijk loopt niet als gepland. Tijdens een alcoholcontrole houden Jimmy en Mike met alle plezier Tom aan, die op zijn motor naar de feestzaal rijdt om de bloemen uit te kiezen. Op dat moment rijdt er een auto met volle vaart in op Jimmy die later zwaargewond wordt weggebracht. Tom snelt met zijn motor achter de auto aan, maar raakt hem door een groep mensen kwijt. Hij kon alleen nog net zien dat Brik (de undercoveragent en vriend van Fien) achter het stuur zat.
De dag van het huwelijk, krijgt Fien een sms'je van Brik dat hij alle bewijzen heeft tegen bendeleider, Alva. Op het moment dat hij die aan haar wil geven worden ze betrapt door een ander bendelid. Na een paar rake klappen, belt Fien, uit nood, naar Tom. Gelukkig is hij vergeten zijn gsm uit te zetten voor de trouwceremonie, en hij hoort een oversture Fien en op de achtergrond twee vechtende mannen. Net voor hij ja wil zeggen, zegt hij dat hij weg moet en laat Kathy voor het altaar staan. Dani gaat achter hem aan.
Na een stevig vuurgevecht tussen de bende en Tom en Dani, schiet Tom Alva met zijn laatste kogel neer, net op het moment dat die een granaat wil gooien. Als het allemaal is afgelopen, kruipt het tweetal overeind en vallen ze in elkaars armen. Tom ziet de verliefde blikken van Dani en kust haar.

## Seizoen 6
Tom kan zijn ogen niet geloven wanneer Lucas Neefs plots op de stoel van Dani belandt. Hij is woedend en weigert hem als overste te aanvaarden. Wanneer hij het ene bevel na het andere negeert en zelfs met hem op de vuist gaat, laat Lucas hem schorsen. 
Ook privé heeft Tom een heleboel aan zijn hoofd. Hij wordt geconfronteerd met het verleden van zijn vader en graaft zich dieper en dieper in het mysterie. Intussen stort zijn moeder helemaal in en dan ook nog blijkt  Dani een nieuwe vriend te hebben.
Op het einde van het seizoen komt Tom tot de verschrikkelijke ontdekking dat hij jaren geleden zijn eigen vader heeft vermoord. Niet veel later ontfermt Tom zich persoonlijk over de moordzaak rond de zus van Ruige Ronny. Tijdens een confrontatie met de dader loopt het fout en schiet Tom per ongeluk Ronny dood. Hij neemt meteen ontslag bij de politie.

## Seizoen 7
Sinds zijn ontslag zit Tom voornamelijk thuis, maar toch lijkt hij het politiewerk maar moeilijk vaarwel te kunnen zeggen. Zijn privé-onderzoek naar de moord op zijn vader brengt hem weer in contact met het team van Zone Stad en uiteindelijk besluit hij om terug aan de slag te gaan. Tom komt erachter dat niet hijzelf maar wel Rodrigo Alva de ware moordenaar was. Toch gaat het privé nog steeds niet goed met Tom, want naast zijn drankverslaving, krijgt hij nu ook met een cocaïneverslaving te kampen.
Lucas is allesbehalve blij met de terugkeer van Tom. Hij ontdekt al snel dat Tom een privéonderzoek voert, maar slaagt er niet in dit een halt toe te roepen. Hij zet Tom echter alsnog een hak door zijn nieuwe vriendin Inez in te pikken. De spanningen tussen de twee lopen hoog op. Wat beiden niet beseffen is dat Inez de zus van de overleden gangster Dimitri Alva is.
Naar het einde van het seizoen toe wordt Inez door Seppe van de Alva-bende onder druk gezet Tom te vermoorden. Ze kan dit echter niet over haar hart krijgen en begint opnieuw een relatie met hem. Niet veel later ontdekt Tom dat zijn moeder een relatie heeft gehad met Rodrigo Alva. Meer zelfs, Alva blijkt de biologische de vader van Tom te zijn. Tom heeft dus niet alleen zijn vader, stiefvader en broer vermoord, maar heeft ook nog eens een relatie met zijn halfzus.
Wanneer Tom erachter komt dat Seppe en zijn handlangers Fien hebben ontvoerd, is hij in alle staten. Na hels speurwerk komt hij Fien op het spoor, maar ze sterft in zijn armen. Tom komt oog in oog te staan met Seppe en krijgt een kogel in de borst, waarna Seppe wordt doodgeschoten door Lucas, die zich ook in het pand bevindt. Lucas, die zich wil wreken op Tom, neemt het wapen van Seppe en wil ook de versufte Tom doodschieten, maar moet zijn plan opbergen wanneer de rest van het team plots ter plaatse komt. Tom wordt zwaargewond afgevoerd naar het ziekenhuis.

## Seizoen 8
Na de dood van Jimmy N'Tongo merkt Tom dat Lucas Neefs zich verdacht gedraagt. Wanneer hij hem in de gaten houdt, ontwikkelt Tom het vermoeden dat Lucas meer afweet van de dood van Jimmy, en ook van de latere dood van Kathy Vanparys. Om aan bewijzen te komen kan hij bijna niet anders dan zijn politieboekje te buiten te gaan, net nu Wim Jacobs voor Intern Toezicht is beginnen te werken en aast op iedere kans om Tom uit het korps te kunnen gooien. 
Na een nieuwe reeks verdachte zelfmoorden, wordt Tom achterdochtig en laat hij Lathouwers onderzoeken of er geen link bestaat met de dood van Jimmy en Kathy. Uiteindelijk begint hij het vermoeden te krijgen dat Lucas en Veerle Goderis iets met de zaak te maken hebben, maar net op dat moment wordt hij geschorst door het Comité P. Tom gaat zelf op onderzoek uit, maar wordt overmeesterd door Veerle. Ze injecteert hem met een spierverslapper, waarna ze hem over een afgelegen spoorweg in de haven legt. De politie is Tom op het spoor, maar terwijl Lucas en Esther vanop een honderdtal meter de eindsprint inzetten, stevent de trein razendsnel op Tom af. Hij kijkt zijn dood letterlijk in de ogen.